# Wálter Machado da Silva
Wálter Machado da Silva, in Brasilien besser bekannt als Silva oder Silva Batuta (* 2. Januar 1940 in Ribeirão Preto; † 29. September 2020 in Rio de Janeiro), war ein brasilianischer Fußballspieler. Mit der Nationalmannschaft nahm er an der Weltmeisterschaft 1966 in England teil.

## Karriere
Walter Machado da Silva begann seine Karriere 1955 im Alter von 15 Jahren beim São Paulo FC und wurde 1958 an Batatais FC im Hinterland des Staates São Paulo ausgeliehen. Nach einem halben Jahr wechselte er zum Botafogo FC in Ribeirão Preto.
Ab Mai 1962 spielte er für den SC Corinthians Paulista in São Paulo, dort brillierte er und erzielte in 140 Spielen 89 Tore. 1965 bekam er einen Vertrag bei CR Flamengo, einem Verein, mit dem er sein Leben lang verbunden sein sollte. In seiner ersten Saison gewann der Verein die Staatsmeisterschaft von Rio de Janeiro. Silva war bester Torschütze von Flamengo.
Im Mai 1966 kam er im Rahmen der Vorbereitung zur Weltmeisterschaft 1966 in England in einer Partie gegen die Auswahl von Rio Grande do Sul zu seinem ersten Einsatz in der Nationalmannschaft. Es folgten in dieser Phase fünf Länderspiele, in denen er zwei Tore erzielte. Beim Weltmeisterschaftsturnier selbst kam er nur im Spiel gegen Portugal zum Einsatz, das Brasilien gegen die Mannschaft um Eusébio mit 1:3 verlor, was das Ausscheiden Brasiliens besiegelte.
Zu Weihnachten 1966 wurde vom FC Barcelona der Ankauf von Silva für 12 Millionen Peseten, etwa 200.000 Dollar (1.594.997,1435), verkündet. In diesen Jahren durften Ausländer keine Ligaspiele absolvieren, doch Barcelonas Präsident Enric Llaudet hoffte, dass der Bann über ausländische Spieler bald aufgehoben würde. Der spätere IOC-Präsident Juan Antonio Samaranch soll entsprechende Informationen verbreitet haben. Dergleichen fand aber nicht statt. So nahm Silva, der sich im Februar 1967 in der katalonischen Hauptstadt einfand, nur an 15 Freundschaftsspielen teil, in denen er acht Tore erzielte. Im Juli 1967 verkündete die Presse, dass er von Barcelona für sieben Millionen Peseten an den Bangu AC in Rio verkauft würde.
Silva trat aber ab Juli 1967 für den Santos FC an. Mit der Elf um Pelé, damals vielleicht die beste Mannschaft der Welt, gewann er in jenem Jahr die Staatsmeisterschaft von São Paulo. Dabei trug er sieben Tore zum Titelgewinn bei. Insgesamt traf er für Santos in 19 Spielen elf Mal. Aufgrund starker Konkurrenz wie Toninho Guerreiro und Douglas Franklin konnte er sich aber nicht unentbehrlich machen und bestritt Ende November sein letztes Spiel für Santos.
1967 kehrte er zu Flamengo zurück und absolvierte dort 53 Ligaspiele in drei Jahren. In seinem ersten Spiel nach der Rückkehr beim Spiel gegen den Cruzeiro EC im Maracanã erzielte er drei Tore. 1969 wechselte er zum Weltpokalsieger von 1967, dem Racing Club nach Buenos Aires. Mit Racing gewann er eine der beiden Gruppen des Campeonato Metropolitano, unterlag aber im Halbfinale gegen CA Chacarita Juniors mit 0:1. Er selbst erzielte in 23 Spielen 14 Tore, was ihn zum bislang einzigen brasilianischen Torschützenkönig in Argentinien machte.
Danach kehrte er nach Rio zurück und gewann mit CR Vasco da Gama die Staatsmeisterschaft, die erste des Vereins nach zwölf Jahren, und wurde dabei vom Verein zu dessen Spieler des Jahres gekürt. Er blieb bis 1974 mit Vasco verbunden, wenngleich er 1971 bzw. 1973 zwischenzeitlich für Botafogo FR und 1973 für den Atlético Rio Negro Clube in der Amazonas-Hauptstadt Manaus antrat. 1974 spielte er noch in Kolumbien bei Atlético Junior in Barranquilla und 1975 in der venezolanischen Stadt Aragua beim Tiquire Flores FC, wo er als 35-jähriger seine Karriere beendete.
Danach betätigte er sich als Trainer. Er sorgte noch einmal für Aufmerksamkeit, als er als 60-jähriger noch ein Jurastudium begann. Seine Söhne Walter "Waltinho" Machado da Silva Filho und Wallace Machado da Silva spielten in den 1980er Jahren für Flamengo. Wálter Machado da Silva verstarb am 23. September 2020 in einem Krankenhaus von Botafogo.

## Erfolge
- Staatsmeisterschaft von São Paulo
1957: São Paulo FC
1967: Santos FC
- Staatsmeisterschaft von Rio de Janeiro
1965: CR Flamengo
1970: CR Vasco da Gama